# Незгода (Нижньосілезьке воєводство)
Незгода (пол. Niezgoda) — село в Польщі, у гміні Жмігруд Тшебницького повіту Нижньосілезького воєводства.
Населення — 215 осіб (2011).
У 1975-1998 роках село належало до Вроцлавського воєводства.

## Демографія
Демографічна структура станом на 31 березня 2011 року:
|          | Загалом | Допрацездатний вік | Працездатний вік | Постпрацездатний вік |
| -------- | ------- | ------------------ | ---------------- | -------------------- |
| Чоловіки | 108     | 26                 | 73               | 9                    |
| Жінки    | 107     | 18                 | 64               | 25                   |
| Разом    | 215     | 44                 | 137              | 34                   |